# Niwa Koki
Niwa Koki là một vận động viên bóng bàn nam người Nhật Bản. Niwa từng giành huy chương vàng tại Thế vận hội trẻ 2010, vô địch Giải bóng bàn trẻ thế giới vào các năm 2010 (nội dung đôi) và 2011 (nội dung đơn).
Ngày 21 tháng 4 năm 2012, Niwa Koki đánh bại Mã Long của Trung Quốc, người đang giữ vị trí số một thế giới, để trở thành vận động viên đầu tiên đủ điều kiện tham dự Thế vận hội 2012 thông qua Vòng loại Olympic Châu Á.
Kể từ năm 2012, Niwa Koki chơi cho đội TTC matec Frickenhausen của Đức. Năm 2014, anh vô địch đơn nam giải Russian Open.

## Sự nghiệp

### Nền tảng
Niwa có những bước khởi đầu sự nghiệp bóng bàn chuyên nghiệp tuyệt vời vào năm 2008. Anh lọt vào tứ kết đơn nam giải Junior Open 2008 ở Pune, Ấn Độ, đồng thời giành chức vô địch đôi nam cùng đồng đội Hirano Yuki. Cũng trong năm đó, tại giải vô địch bóng bàn trẻ thế giới, Niwa Koki đánh bại Matsudaira Kenta để giành quyền vào bán kết. Năm 2009, Niwa bắt cặp với Machi Asuka, cùng nhau đăng quang tại ITTF Cadet Challenge và ITTF Junior Circuit Finals ở Tokyo, Nhật Bản.
Tại Giải vô địch bóng bàn trẻ thế giới 2009, Niwa lọt vào tứ kết nội dung đơn nam trước khi bị Lâm Cao Viễn khuất phục. Anh đủ điều kiện tham dự Giải vô địch bóng bàn thế giới 2009 tại Yokohama, Nhật Bản sau khi vượt qua Josef Simoncik tại vòng đấu loại. Niwa lọt vào vòng 64 trước khi bị Dimitrij Ovtcharov của Đức đánh bại.
Tại Thế vận hội trẻ Singapore 2010, Niwa Koki giành được huy chương vàng nội dung đơn nam, và huy chương vàng nội dung đồng đội hỗn hợp cùng Tanioka Ayuka.